# Isabell Klein
Isabell Klein; z domu Nagel (ur. 28 czerwca 1984 w Monachium), niemiecka piłkarka ręczna, reprezentantka kraju, prawoskrzydłowa. Obecnie występuje w Bundeslidze, w drużynie Buxtehuder SV.
3 lipca 2009 wyszła za mąż, za Dominika Kleina, niemieckiego piłkarza ręcznego.

## Sukcesy
- puchar Challenge  (2010)